# Seioptera vibrans
Seioptera vibrans är en tvåvingeart som först beskrevs av Carl von Linné 1758.  Seioptera vibrans ingår i släktet Seioptera och familjen fläckflugor. Arten är reproducerande i Sverige. Inga underarter finns listade i Catalogue of Life.

## Bildgalleri

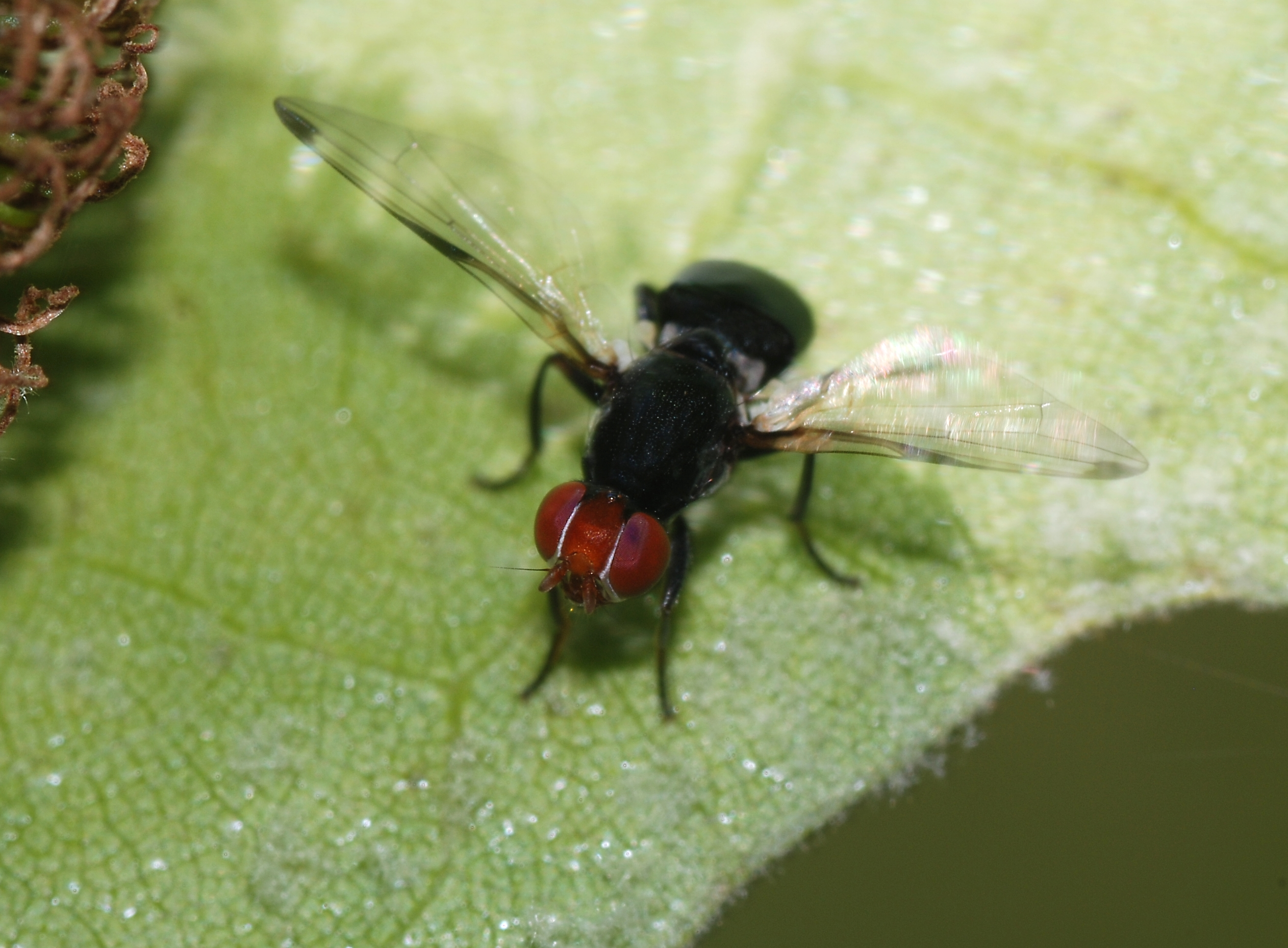
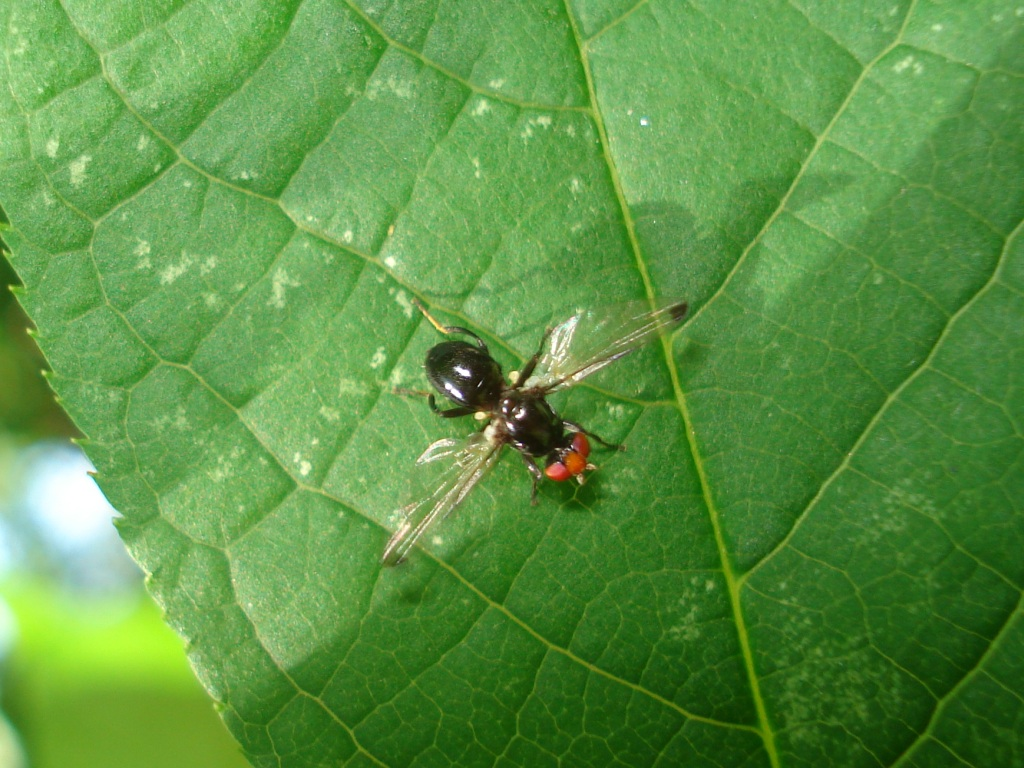
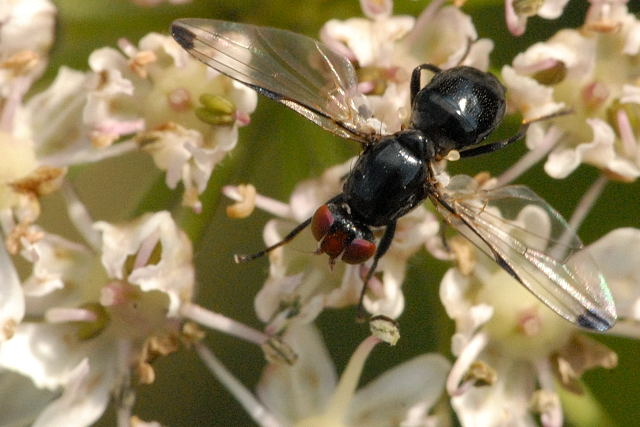